# Villeneuve-d'Ascq
Villeneuve-d'Ascq és un municipi francès, situat al departament del Nord i a la regió dels Alts de França. L'any 2006 tenia 61.651 habitants. Situat a 10 km de la frontera amb Bèlgica, limita al nord-oest amb Marcq-en-Barœul, al nord amb Wasquehal i Croix, al nord-est amb Hem, a l'oest amb Mons-en-Barœul i Hellemmes, a l'est amb Forest-sur-Marque, Sailly-lez-Lannoy, Willems i Tressin, al sud-oest amb Lezennes, al sud amb Sainghin-en-Mélantois i al sud-est amb Anstaing.

## Demografia
| 1962                                       | 1968   | 1975   | 1982   | 1990   | 1999   | 2006   |
| ------------------------------------------ | ------ | ------ | ------ | ------ | ------ | ------ |
| 5.373                                      | 11.618 | 36.769 | 59.527 | 65.320 | 65.042 | 61.000 |
| Des de 1962: població sense dobles comptes |        |        |        |        |        |        |

## Història
La ciutat va néixer de la unió de tres pobles: Annapes, Ascq i Flers. El primer va ser habitat des del Neolític, ja que s'han trobat restes d'una destral de fa més de 2000 anys. Va ser un refugi temporal per als gals, que aprofitaven els recursos del seu bosc. A l'època romana ja van edificar-se les primeres cases permanents, especialment a Flers, on es conserven proves d'una granja amb calefacció per terra i pedres de la regió.
Durant l'Edat Mitjana van pertànyer als dominis carolingis i al comtat de Flandes després. La població augmenta gràcies al sòl fèrtil, que permetia excedents a l'agricultura. Les guerres entre francesos i holandesos, però, porten la fam i epidèmies a la zona.
A partir del segle xv l'economia es va decantant cap al tèxtil, com en altres viles properes. El ducat de Borgonya controla la regió, cobrant impostos que gran part dels habitants no poden pagar. Després de passar per mans espanyoles, el 1688 es converteixen en pobles francesos. Comença una època de desenvolupament cultural, amb un augment considerable de l'alfabetització segons es desprèn del nombre d'actes de matrimoni signades pels mateixos promesos.
La Revolució Francesa suposa l'abolició dels privilegis senyorials però els esdeveniments de la capital arriben sense violència, a diferència de les guerres expansives napoleòniques, que es cobren moltes vides. L'arribada del ferrocarril des de Lilla no canvia el caràcter eminentment rural dels tres pobles.
Els alemanys els ocupen durant la Segona Guerra Mundial, massacrant a 86 homes d'Ascq. En acabar el conflicte, les tres localitats passen oficialment a formar part de l'àrea urbana de Lilla. En 1970 decideixen unir-se en un sol municipi, per fer front a la possible absorció per part de la metròpoli, que ja planejava decrets per canviar l'urbanisme de la zona. Des de la seva creació, Villeneuve-d'Ascq s'ha modernitzat ràpidament, amb nous barris i serveis socials. Actualment és seu de diversos campus universitaris.

## Cultura
Annapes va ser el lloc de naixement de Gisèle, la filla de Lluís el Pietós o d'Anne Gadenne, dona acusada de bruixeria al segle xvii, així com de diversos governadors de Lilla.
La població compta amb una arrelada tradició gegantera, com altres viles del departament. L'esport s'hi practica amb assiduïtat, fins al punt de ser anomenada "la ciutat més esportiva de França" en 1996.
Aquí es troba el Lille Métropole - Museu d'Art Modern, d'Art Contemporani i d'Art Marginal

## Administració
| Període   | Identitat              | Partit        |
| --------- | ---------------------- | ------------- |
| 1971-1977 | Jean Desmarets         | Divers droite |
| 1977-2001 | Gérard Caudron         | PS            |
| 2001-2008 | Jean-Michel Stievenard | PS            |
| 2008-     | Gérard Caudron         | Divers gauche |

## Agermanaments
- Tournai
- Stirling
- Haïdari
- Leverkusen (únicament carta de cooperació)
- La Possession
- Gatineau
- Ouidah
- Racibórz
- Iassy